# Le Retail
Le Retail és un municipi francès situat al departament de Deux-Sèvres i a la regió de la Nova Aquitània. L'any 2007 tenia 264 habitants.

## Demografia

### Població
El 2007 la població de fet de Le Retail era de 264 persones. Hi havia 112 famílies de les quals 28 eren unipersonals (8 homes vivint sols i 20 dones vivint soles), 44 parelles sense fills, 24 parelles amb fills i 16 famílies monoparentals amb fills.
La població ha evolucionat segons el següent gràfic:
Habitants censats

### Habitatges
El 2007 hi havia 168 habitatges, 117 eren l'habitatge principal de la família, 28 eren segones residències i 23 estaven desocupats. Tots els 168 habitatges eren cases. Dels 117 habitatges principals, 94 estaven ocupats pels seus propietaris, 22 estaven llogats i ocupats pels llogaters i 1 estava cedit a títol gratuït; 7 tenien dues cambres, 20 en tenien tres, 25 en tenien quatre i 65 en tenien cinc o més. 100 habitatges disposaven pel capbaix d'una plaça de pàrquing. A 58 habitatges hi havia un automòbil i a 47 n'hi havia dos o més.

### Piràmide de població
La piràmide de població per edats i sexe el 2009 era:
| Homes | Edats   | Dones |
| ----- | ------- | ----- |
| 0     | 95 o +  | 0     |
| 8     | 90 a 94 | 0     |
| 8     | 85 a 89 | 4     |
| 8     | 80 a 84 | 8     |
| 8     | 75 a 79 | 12    |
| 12    | 70 a 74 | 12    |
| 12    | 65 a 69 | 12    |
| 0     | 60 a 64 | 0     |
| 0     | 55 a 59 | 0     |
| 8     | 50 a 54 | 0     |
| 12    | 45 a 49 | 16    |
| 0     | 40 a 44 | 8     |
| 24    | 35 a 39 | 12    |
| 16    | 30 a 34 | 8     |
| 12    | 25 a 29 | 4     |
| 4     | 20 a 24 | 4     |
| 8     | 15 a 19 | 12    |
| 12    | 10 a 14 | 12    |
| 16    | 5 a 9   | 28    |
| 0     | 0 a 4   | 12    |

## Economia
El 2007 la població en edat de treballar era de 168 persones, 124 eren actives i 44 eren inactives. De les 124 persones actives 114 estaven ocupades (64 homes i 50 dones) i 10 estaven aturades (4 homes i 6 dones). De les 44 persones inactives 23 estaven jubilades, 10 estaven estudiant i 11 estaven classificades com a «altres inactius».

### Ingressos
El 2009 a Le Retail hi havia 120 unitats fiscals que integraven 286 persones, la mediana anual d'ingressos fiscals per persona era de 13.689 €.

### Activitats econòmiques
Dels 6 establiments que hi havia el 2007, 3 eren d'empreses de construcció, 1 d'una empresa immobiliària, 1 d'una empresa de serveis i 1 d'una empresa classificada com a «altres activitats de serveis».
Dels 4 establiments de servei als particulars que hi havia el 2009, 2 eren paletes, 1 lampisteria i 1 agència immobiliària.
L'any 2000 a Le Retail hi havia 14 explotacions agrícoles que ocupaven un total de 707 hectàrees.

## Poblacions més properes
El següent diagrama mostra les poblacions més properes.